# Дука Михайло Ілліч
Дука Михайло Ілліч (27 серпня 1909, c. Селище, Вінницької обл. — 11 жовтня 1976, Одеса) — військовик, брат Василя Дуки; Герой Радянського Союзу (1942), учасник Другої світової війни. Закінчив курси удосконалення офіцерського складу при Військовій академії ім. М. Фрунзе (1948), Вищі академічні курси при Військовій академії Генштабу (1954). Відзначився у листопаді 1941 як командир партизанської бригади, яка діяла в Орловській обл. (РФ). Від 1972 — генерал-лейтенант у запасі. Його ім'ям названо вулицю у Брянську.

## Біографія
Дука Михайло Ілліч народився 27 серпня 1909 року в селі Селище нині Козятинського району Вінницької області України в багатодітній селянській родині. Всі четверо братів Дука воювали на фронтах Німецько-совєцької війни і повернулися з фронту живими. У 1924 році закінчив сільську школу, працював ковалем.
Михайло Дука закінчив школу ФЗУ при Подільському механічному заводі в місті Подольську Московської області в 1930 році, працював на заводі. Член ВКП (б) з 1931 року. Був завідувачем організаційним відділом заводського комітету комсомолу.
У Червону Армію Михайло був покликаний у вересні 1931 року. Він закінчив школу молодших авіаційних спеціалістів 15-ї авіаційної бригади в Брянську в 1932 році. Служив у цій авіабригаді начальником спортивного залу, з жовтня 1932 року був політруком господарської частини. У жовтні 1933 року Дука подав рапорт про залишення на надстроковій службі і став начальником підсобного господарства бригади, секретарем бюро комсомолу бригади. Він був заарештований органами НКВС СРСР 1 травня 1937 року. Його звинуватили за статтею 109 Кримінального кодексу Української РСР (зловживання службовими щаблями) і звільнили з армії. Він винним себе не визнав. У березні 1938 року був звільнений у зв'язку з недоведеністю обвинувачення. Після звільнення працював начальником постачання і головою завкому профспілки на м'ясокомбінаті в місті Брянську.

## Німецько-совєцька війна
У перший день Німецько-совєцької війни, 22 червня 1941 року, Михайло Дука подав військовому комісару Сокольнического району рапорт з проханням відправити його добровольцем на фронт. Через кілька днів він виїхав в Брянськ. Займався евакуацією промислових підприємств міста, в липні був арахований командиром взводу міського винищувального батальйону. З 1 серпня — помічник командира роти в ньому. Тоді ж пройшов курс підготовки у спеціальній школі, створеній полковником Іллею Стариновим. За рішенням Брянського міськкому ВКП (б) був зарахований командиром групи в Брянський міський партизанський загін. Михайло Дука перейшов із загоном лінію фронту 20 серпня 1941 року.
Після загибелі в грудні 1941 року командира загону Д. Є. Кравцова, Дука М. І. очолив загін. Цей загін пізніше виріс в Брянську партизанську бригаду імені Д. Є. Кравцова. Згідно зі звітом Брянського підпільного міськкому комсомолу від 5 червня 1943 року, загін і бригада провели 47 великих бойових операцій. На її рахунку 1750 знищених гітлерівських солдатів і офіцерів, чимало полонених (серед них один генерал), 17 розгромлених ворожих гарнізонів, 72 пущених під укіс ешелони, 57 підірваних залізничних і шосейних мостів тощо.
Серед відомих подвигів партизанів М. І. Дуки: повне винищення німецької залізничної роти, яка виїхала 10 березня 1942 року на ремонт підірваного партизанами мосту в і потрапила в засідку (вбито за різними даними від 233 до 243 німецьких солдатів); прорив у травні — червні 1942 року з кільця оточення німецької каральної експедиції «Пташиний спів» («Vogelsang»). Після двох тижнів важких боїв загін вирвався з кільця, винісши всіх поранених і вивівши місцеве населення сіл колишнього партизанського краю, якому загрожувало поголовне винищення.
На початку вересня 1942 року з групою партизанських командирів (С. А. Ковпак , А. Н. Сабуров , Д. Е. Емлютін та інші) був викликаний в Москву для участі в нараді про широке розгортання партизанського руху, у складі групи двічі брав участь в зустрічах з І. В. Сталіним.
Указом Президії Верховної Ради СРСР від 1 вересня 1942 року за вміле командування партизанської бригадою, зразкове виконання бойових завдань командування на фронті боротьби з німецько-фашистським загарбниками і проявлені при цьому мужність і героїзм Дуці Михайлу Іллічу присвоєне звання Героя Радянського Союзу з врученням ордена Леніна і медалі «Золота Зірка» (№ 707).
9 вересня 1942 року йому було присвоєно військове звання " батальйонний комісар ", а 16 вересня 1943 року — військове звання " генерал-майор ". Повернувшись в німецький тил, він брав активну участь у широкомасштабній операції з виведення з ладу залізниць навколо Брянська в січні-лютому 1943 року. Бойовий шлях бригада завершила спільною участю з Червоною Армією в Брянській наступальній операції. 16 вересня партизани з'єдналися з наступаючими радянськими військами.
З вересня 1943 року Дука Михайло працював у Центральному штабі партизанського руху, з грудня був помічником начальника штабу з особливих питань. У січні 1944 року його направили на навчання. У червні Михайло Ілліч закінчив курси перепідготовки офіцерського складу при Вищій військовій академії імені К. Е. Ворошилова.
З липня 1944 генерал-майор Дука М. І. — в діючій армії, заступник командира 27-ї гвардійської стрілецької дивізії 8-ї гвардійської армії на 1-му Білоруському фронті. Він брав участь в Люблін-Бресткой, Вісло-Одерської, Берлінській наступальних операціях. Уже в дні штурму Берліна 24 квітня 1945 року був призначений командиром 82-ї гвардійської стрілецької дивізії (29-й гвардійський стрілецький корпус, 8-а гвардійська армія. Гвардійці дивізії М. І. Дуки брали безпосередню участь в штурмі столиці гітлерівської Німеччини. У критичний момент бою генерал-майор Дука виявив зразок хоробрості і відваги: кинувся вплав через річку Шпрее (Шпрее), ведучи за собою бійців.
На історичному Параді Перемоги на Красній площі в Москві 24 червня 1945 генерал-майору Дуці М. І. було довірено нести символічний ключ від поваленого Берліна.

## Після війни
Після війни Дука Михайло Ілліч продовжував службу в Радянській Армії. Він командував тієї ж дивізією в складі Групи радянських окупаційних військ у Німеччині, з червня по жовтень 1947 був військовим комендантом міста Лейпциг. У 1948 році закінчив курси удосконалення командирів стрілецьких дивізій при Військовій академії імені М. В. Фрунзе, а в 1954 році — Вищі академічні курси при Вищій військовій академії імені К. Є. Ворошилова. З лютого 1949 року — командир 36-ї окремої стрілецької бригади в Уральському військовому окрузі (м Кунгур).
З жовтня 1950 по січень 1954 — командир 6-ї кулеметно-артилерійської дивізії 137-го стрілецького корпусу Далекосхідного військового округу. Дивізія знаходилась на Курильських островах. 5 листопада 1952 він пережив на острові Парамушир катастрофічне цунамі в Північно-Курильські, брав участь у ліквідації його наслідків. З липня 1955 — командир 95-ї гвардійської стрілецької дивізії в Центральній групі військ, з вересня 1955 — командир 11-ї гвардійської механізованої дивізії Прикарпатського військового округу. У вересні 1956 року призначений командиром 35-го гвардійського стрілецького корпусу, а в червні 1957 — командиром 44-го особливого армійського корпусу. З січня 1958 по грудень 1959 року був старшим групи радянських військових спеціалістів в Сирії. З січня 1960 — командир 25-го армійського корпусу. З вересня 1960 — заступник командувача військами Одеського військового округу з бойової підготовки та ВНЗ — начальник Управління бойової підготовки та ВНЗ штабу округу. У вересні 1968 року закінчив Вищі центральні офіцерські курси Цивільної оборони СРСР, і призначений в листопаді цього року начальником управління Уральської оперативної зони Цивільної оборони СРСР. З лютого 1972 року генерал-лейтенант Дука М. І. — у відставці.
Жив у Одесі. 17 вересня 1966 на площі Партизан в Радянському районі міста Брянська було запалено Вічний вогонь слави. Один з визволителів Брянська — генерал-лейтенант Дука М. І. проніс через п'ятдесятитисячний натовп вогонь.
Помер Михайло Дука 11 жовтня 1976 року в Одесі. Згідно із заповітом, був похований на Радянському кладовищі в Брянську.

## Нагороди та звання
- Герой Радянського Союзу (1.09.1942)
- Орден Леніна (1.09.1942)
- 4 ордена Червоного Прапора (30.10.1942, 21.02.1945,…)
- Орден Суворова II ступеня (31.05.1945)
- Орден Червоної Зірки
- Медаль «За бойові заслуги»
- Медаль «Партизану Вітчизняної війни» I ступеня
- Медаль «За перемогу над Німеччиною у Великій Вітчизняній війні 1941—1945 рр.»
- Медаль «За взяття Берліна»
- Медаль «За визволення Варшави»
- Інші медалі СРСР
- У 1966 році удостоєний звання «Почесний громадянин міста Брянська».

Іноземні нагороди
- Орден «Хрест Грюнвальда» III ступеня (Польща).
- Орден Заслуг (Сирія)
- Медаль «За Варшаву 1939-1945» (Польща)
- Медаль «За Одру, Нісу і Балтику» (Польща)

## Пам'ять
- Бюст Героя встановлений на Алеї Героїв Радянського Союзу і Героїв Росії — учасників партизанського руху на Брянщині в меморіальному комплексі «Партизанська поляна» Брянського району (2014 року).
- У Брянську ім'ям Героя названа одна з центральних вулиць.
- Ім'я Героя вибите на пам'ятному знаку партизанам і підпільникам у Вінниці.